# Pirates@home
Pirates@home es un proyecto de computación distribuida que actualmente se usa para probar  el nuevo software comentado en los foros de Boinc. Actualmente se usa para probar un posible futuro proyecto llamado Interactions in Understanding the Universe. Anteriormente, Pirates@home, se usó para desarrollar un protector de pantalla para Einstein@Home.  Este proyecto utiliza la plataforma Boinc.